# Recensement de 2020 en Chine
Le septième recensement national de la population de la république populaire de Chine (chinois : 第七次全国人口普查 ; pinyin : Dì Qī Cì Quánguó Rénkǒu Pǔchá), également appelé recensement chinois de 2020 et recensement de 2020 en Chine, est le septième recensement national mené par le Bureau national des statistiques de Chine. Les travaux de recensement ont commencé le 1er novembre 2020 et se sont poursuivis jusqu'au 10 décembre 2020, impliquant sept millions de recenseurs.

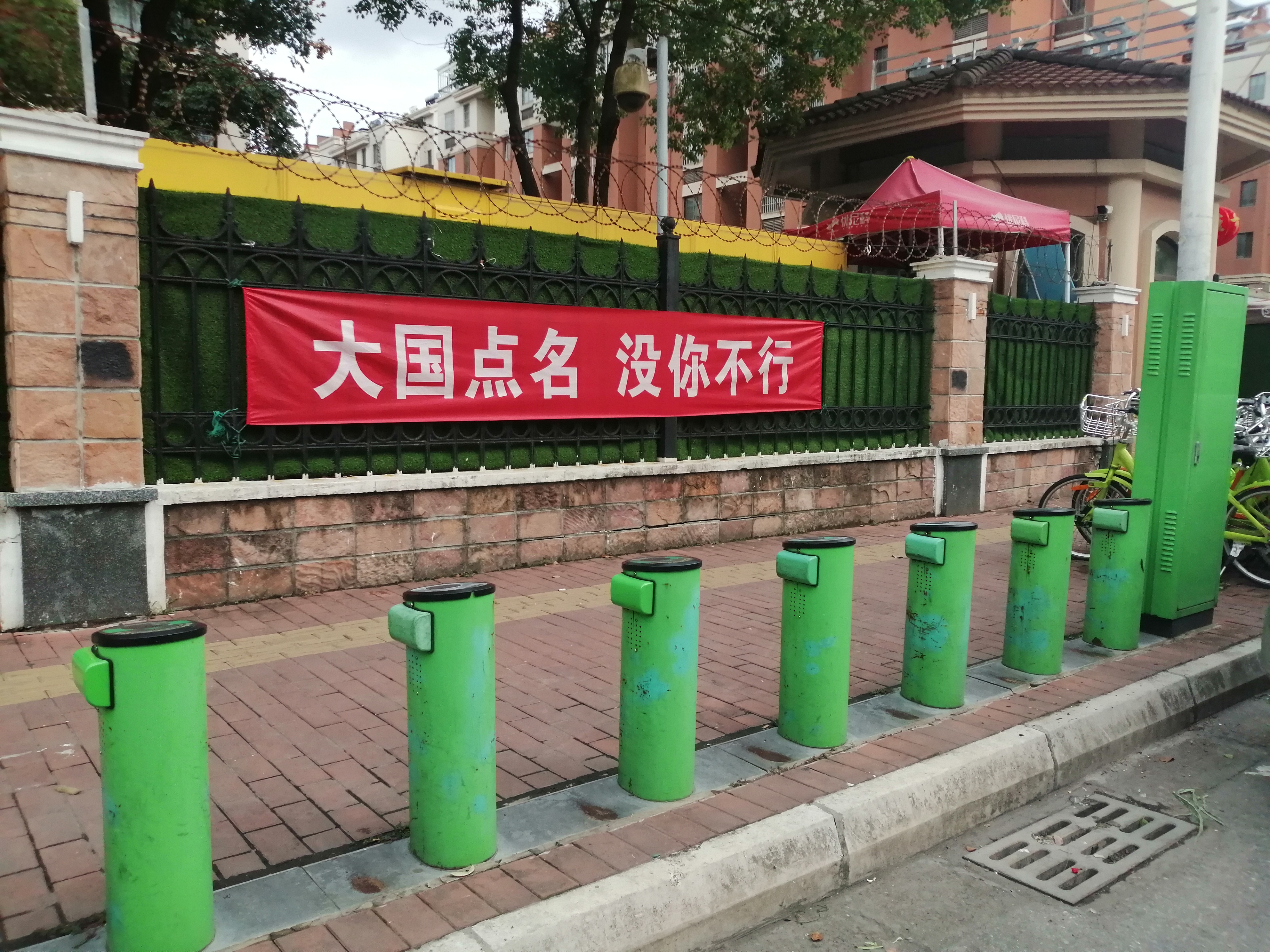
Un slogan exhortant les gens à participer au recensement, « Dàguó Diǎnmíng, Méi Nǐ Bùxíng » (大国点名没你不行, littéralement « une grande nation appelle le rôle, ça ne marche pas sans vous ») à Suzhou, Jiangsu, Chine.

Le recensement chinois de 2020 couvre tous les citoyens chinois vivant en Chine continentale, ainsi que ceux vivant à l'étranger avec des visas temporaires. Les étrangers qui vivent sur le continent depuis plus de six mois sont également enregistrés dans les données.
Les résultats préliminaires ont été publiés le 11 mai 2021, et une conférence de presse s'est tenue le même jour,. La sortie était initialement prévue pour début avril, mais a été retardée d'un mois.